# USS Monterey (CVL-26)
El USS Monterey (CVL-26) fue un portaviones ligero de la Armada de los Estados Unidos, el primero de la clase Independence en servicio durante la Segunda Guerra Mundial y utilizado en entrenamientos durante varios años después.
Originalmente construido como crucero ligero Dayton (CL-78) el 29 de diciembre de 1941 por New York Shipbuilding, Camden, Nueva Jersey, el barco fue reclasificado CV-26 el 27 de marzo de 1942 y renombrado Monterey cuatro días después, botado el 28 de febrero de 1943. patrocinado por la Sra. Patrick NL Bellinge, y dado de alta el 17 de junio de 1943, con el capitán Lestor T. Hundt al mando. Fue el tercer buque de la Armada de los EE. UU. que lleva el nombre de la Batalla de Monterey. El futuro presidente de los Estados Unidos, Gerald R. Ford, sirvió a bordo del barco durante la Segunda Guerra Mundial. Fue dado de baja el 16 de enero de 1956 y vendido para desguace en 1971.